# Mednarodna košarkarska zveza
Mednarodna košarkarska zveza, ali FIBA (francosko: Fédération Internationale de Basketball), je združenje nacionalnih organizacij, ki ureja mednarodna tekmovanja v košarki. Prvotno se je imenovala Fédération Internationale de Basketball Amateur (torej FIBA), leta 1989 je Amateur izpadel iz njenega uradnega imena, vendar so ohranili prvotno kratico zaradi prvih dveh črk v besedi košarka. 

FIBA opredeljuje mednarodna pravila košarke, določa standarde za igralno opremo in objekte, ureja prenos košarkarjev med državami ter nadzoruje imenovanja mednarodnih sodnikov. Sestavlja jo 214 nacionalnih zvez, članic, od leta 1989 je organizirana v pet kontinentalnih con ali tako imenovanih »komisij«: Afrika, Amerika, Azija, Evropa in Oceanija. 
Največji dogodki pod okriljem organizacije so svetovna prvenstva v košarki, za moške od leta 1950 in za ženske od 1953. Vsa ta tekmovanja se prireja na štiri leta v neprestopnih letih in se izmenjujejo na dve leti s poletnimi olimpijadami.

## Zgodovina
Ustanovljena je bila 18. junija 1932 v Ženevi, Švica zaradi potrebe po krovni organizaciji, ki bi bedela nad svetovno amatersko košarko. Ustanovilo jo je osem držav, ustanovnih članic: Argentina, Češkoslovaška, Grčija, Italija, Latvija, Portugalska, Romunija, in Švica. 

### 1989: od amaterizma k profesionalizaciji
Razvoj košarke po svetu, predvsem pa v Evropi, ki se je po kvaliteti in organizaciji približeval tisti v ZDA, oziroma njeni NBA, je prisilil zvezo FIBA, da je odpravila prepoved nastopanja poklicnim košarkarjem na njenih največjih tekmovanjih. To je storila sicer dokaj pozno, leta 1989, toda učinek se je pokazal dobesedno takoj. Odprava merila po katerem se je ločevalo amaterje in profesionalce je omogočila lažji prehod košarkarjev iz klubov svoje države v tujino. Tako je na eni strani bilo omogočeno igralcem iz lige NBA zaigrati na največjih mednarodnih turnirjih, po drugi strani pa so se tudi drugim in ne samo Američanom odprla vrata v najmočnejšo ligo na svetu, ki je bila do tedaj povsem izolirana in samozadovoljna. Koristi so imeli vsi, največ pa ravno FIBA, oziroma košarka, ki se je v devetdesetih letih dvajsetega stoletja močno popularizirala in posledično še bolj razširila. 

### Predsedniki
- 1932-1948: Leon Bouffard
- 1932-1939: James A. Naismith (častni)
- 1948-1960: Willard Greim
- 1960-1968: Antonio dos Reis Carneiro
- 1968-1976: Abdel Moneim Wahby
- 1976-1984: Gonzalo Puyat II
- 1984-1990: Robert Busnel
- 1990-1998: George E. Killian
- 1998-2002: Abdoulaye Seye Moreau
- 2002-2006:  Dr. Carl Men Ky Ching
- 2006-2010: Bob Elphinston
- 2010–2014: Yvan Mainini
- 2014-sedanjost: Horacio Muratore

### Generalni sekretarji
- 1932-1976: R. William Jones
- 1976-2002: Bora Stanković
- 2002-sedanjost: Patrick Baumann